# Nuoto ai Giochi della XXVI Olimpiade - 100 metri dorso femminili
Hanno partecipato alle batterie di qualificazione 36 atlete: le prime 8 si sono qualificate per la finale A, le successive 8 invece si sono qualificate per la finale B.

## Finale A
22 luglio 1996
| Posizione | Atleta             | Paese       | Tempo   |
| --------- | ------------------ | ----------- | ------- |
|           | Beth Botsford      | Stati Uniti | 1:01.19 |
|           | Whitney Hedgepeth  | Stati Uniti | 1:01.47 |
|           | Marianne Kriel     | Sudafrica   | 1:02.12 |
| 4         | Mai Nakamura       | Giappone    | 1:02.33 |
| 5         | Yan Chen           | Cina        | 1:02.50 |
| 6         | Antje Buschschulte | Germania    | 1:02.52 |
| 7         | Nicole Stevenson   | Australia   | 1:02.70 |
| 8         | Miki Nakao         | Giappone    | 1:02.78 |

## Finale B
| Posizione | Atleta            | Paese         | Tempo   |
| --------- | ----------------- | ------------- | ------- |
| 9         | Nina Živanevskaja | Russia        | 1:02.38 |
| 10        | Anke Scholz       | Germania      | 1:02.85 |
| 11        | Lydia Lipscombe   | Nuova Zelanda | 1:03.30 |
| 12        | Ol'ga Kočetkova   | Russia        | 1:03.52 |
| 13        | Helen Slatter     | Regno Unito   | 1:03.61 |
| 14        | Elli Overton      | Australia     | 1:03.69 |
| 15        | Julie Howard      | Canada        | 1:04.01 |
| 16        | Theresa Alshammar | Svezia        | 1:04.15 |

## Non qualificate
| Posizione | Atleta                     | Paese         | Tempo   |
| --------- | -------------------------- | ------------- | ------- |
| 17        | Mette Jacobsen             | Danimarca     | 1:03.14 |
| 18        | Ji-Hyun Lee                | Corea del Sud | 1:03.96 |
| 19        | Helene Ricardo             | Francia       | 1:04.03 |
| 20        | Eva Piñera                 | Spagna        | 1:04.41 |
| 21        | Praphalsai Minpraphal      | Thailandia    | 1:04.61 |
| 22        | Maria C. Santos            | Portogallo    | 1:04.84 |
| 23        | Anu Koivisto               | Finlandia     | 1:05.26 |
| 24        | Marcela Kubalčíková        | Rep. Ceca     | 1:05.48 |
| 25        | Yseult Gervy               | Belgio        | 1:05.72 |
| 26        | He Cihong                  | Cina          | 1:05.87 |
| 27        | Katerina Klepkou           | Grecia        | 1:05.94 |
| 28        | Florina Herea              | Romania       | 1:06.12 |
| 28        | Praphalsai Minpraphal      | Filippine     | 1:06.12 |
| 30        | Valeria Álvarez            | Argentina     | 1:06.34 |
| 31        | Dagmara Komorowicz         | Polonia       | 1:06.70 |
| 32        | Annamária Kiss             | Ungheria      | 1:07.34 |
| 33        | Gail Rizzo                 | Malta         | 1:07.61 |
| 34        | Tsai Shu-min               | Taipei cinese | 1:11.44 |
| 35        | Ximena Escalera            | Bolivia       | 1:11.70 |
| 36        | Harijesy Razafindramahatra | Madagascar    | 1:13.83 |